# Ras Ain Amirouche
Ras Ain Amirouche là một đô thị thuộc tỉnh Mascara, Algérie. Dân số thời điểm năm 2002 là 6.183 người.